# لونگی آذربایجانی

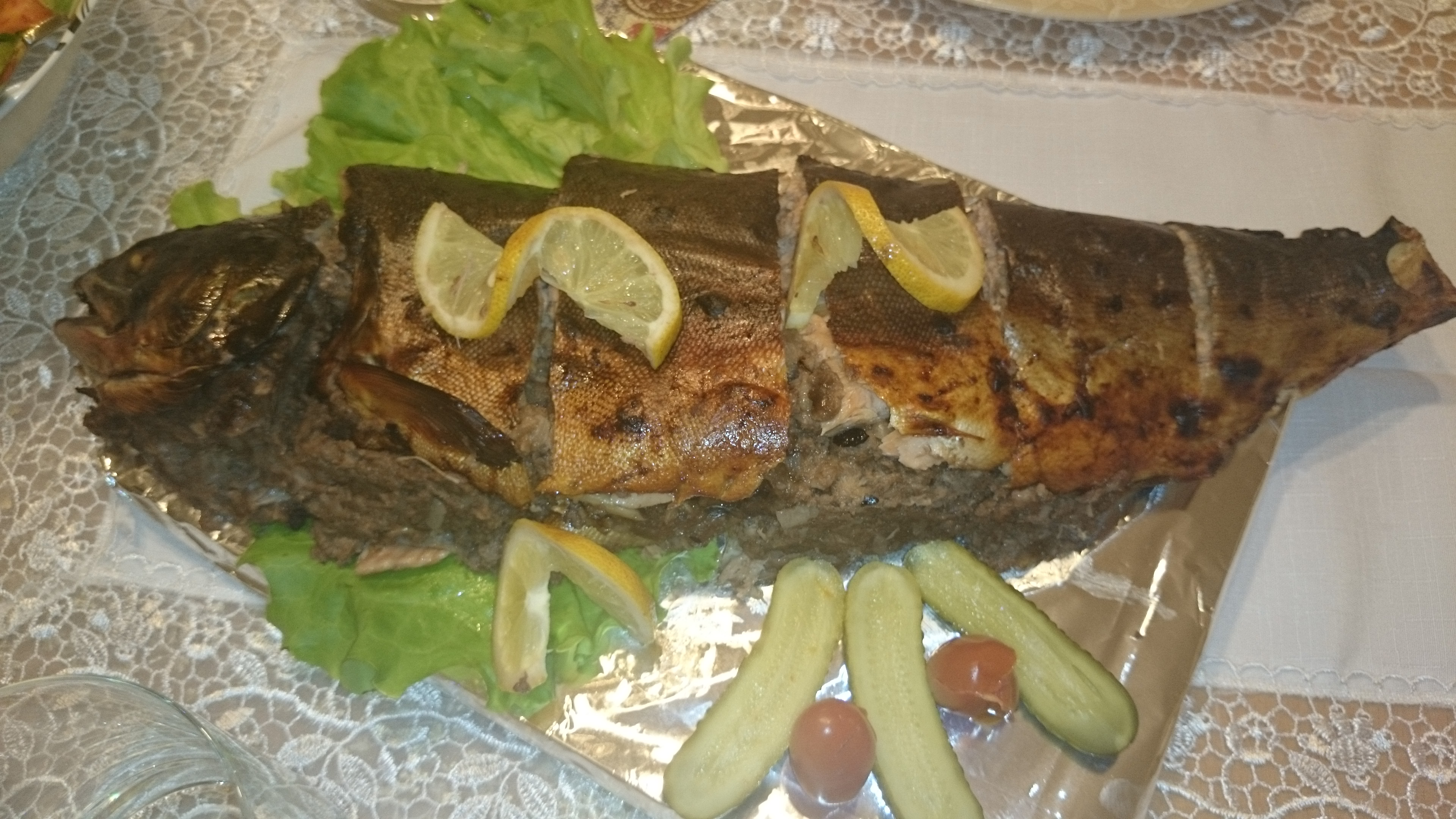
لونگی ماهی

لونگی غذای بومی مردم تالش در ایران و جمهوری آذربایجان می‌باشد. این غذا دو نوع چون لونگی ماهی و لونگی مرغی را دارا ست. به نحوه پر کردن شکم ماهی یا مرغ با ادویجات و گردو درست می‌شود. 

## ریشه واژه
لَوَه در زبان تالشی به معنی شکم و لونگی به معنی شکم‌پُر است.

## انواع لونگی
لونگی خشک
لونگی آبکی

## لونگی ماهی
اصولاً از ماهی سفید درست می‌شود. مردم آذربایجان لونگی ماهی را معمولاً در عید نوروز می پزند. فیل‌ماهی نیز گاهی برای درست کردن این غذا مورد استفاده واقع می‌شود. این نوع لونگی در مناطق شبه‌جزیره آب‌شوران، لنکران، ماسالی، سالیان، نفتچاله جمهوری آذربایجان شایع است. 

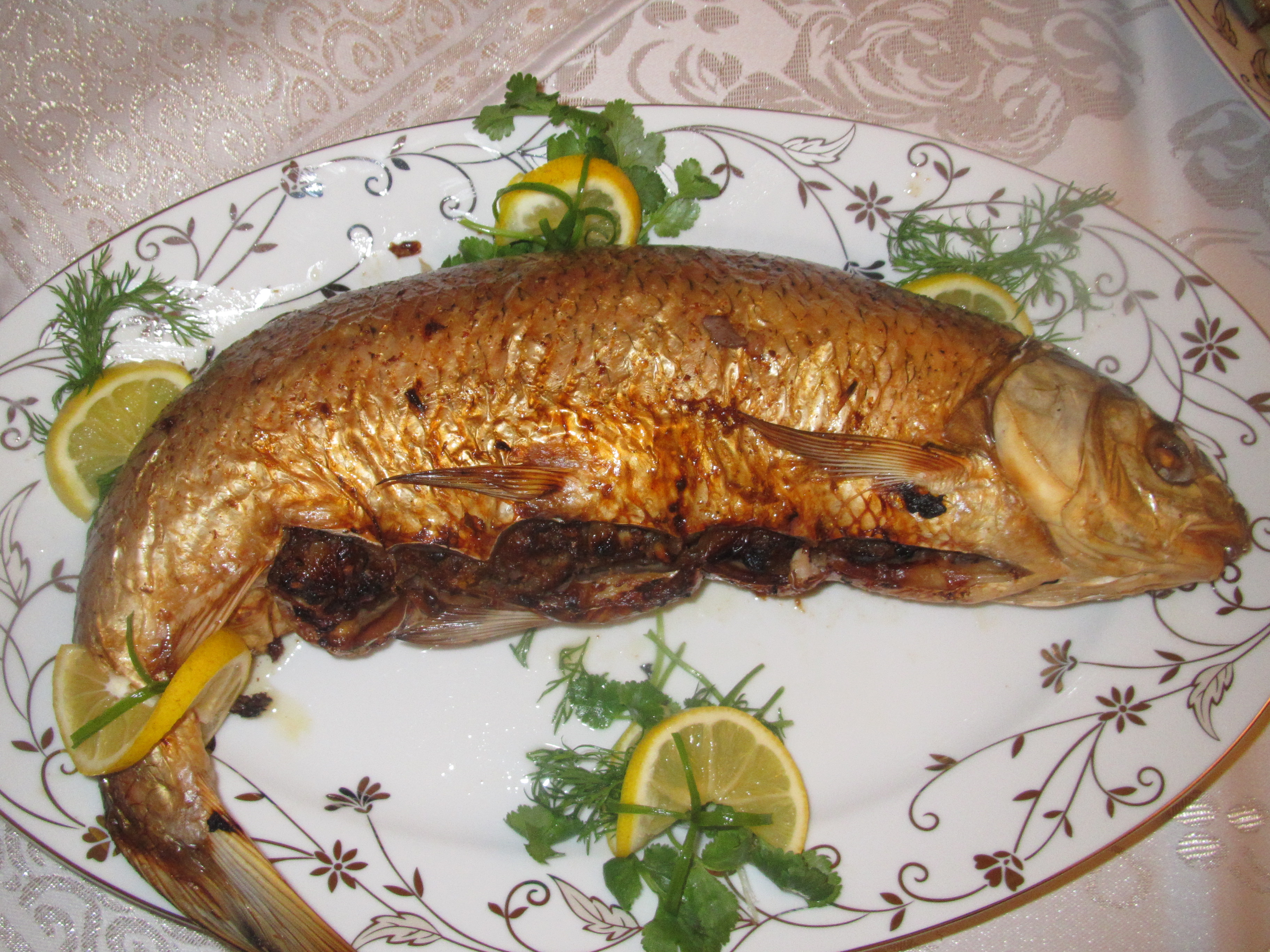
لونگی ماهی

ابتدا چاشنی‌هایی همچون سیاه آلو، آلبالوی خشکبار و آب انار موسوم به «نارشراب» (به زبان آذربایجانی «narşərab») برای پر کردن شکم ماهی درست می‌شوند. 
در صورتی که نوع انتخاب شده، ماهی خاویاری باشد، چاشنی‌های یادشده را به اختلاط تهیه شده از گردوی له شده و پیاز خرد شده اضافه می نمایند. 
ماهی برشته شده با برشهای لیمو، نان و «نارشراب» سرو می‌شود.
در مازندران غذایی مشابه وجود دارد که با ماهی سفید طبخ می‌شود و ویژه نوروز به اسم ماهی گِردِبیج که ماهی به شکل  گرد در ظرفی در فر پخته می‌شود و درون شکم ماهی را از چاشنی گردوی آسیاب شده، رب انار، سیر و سبزی‌های معطر محلی پر می‌کنند که در طبری به آن‌ها شیشاک، اوجی و اناریجه می‌گویند.

## لونگی مرغ

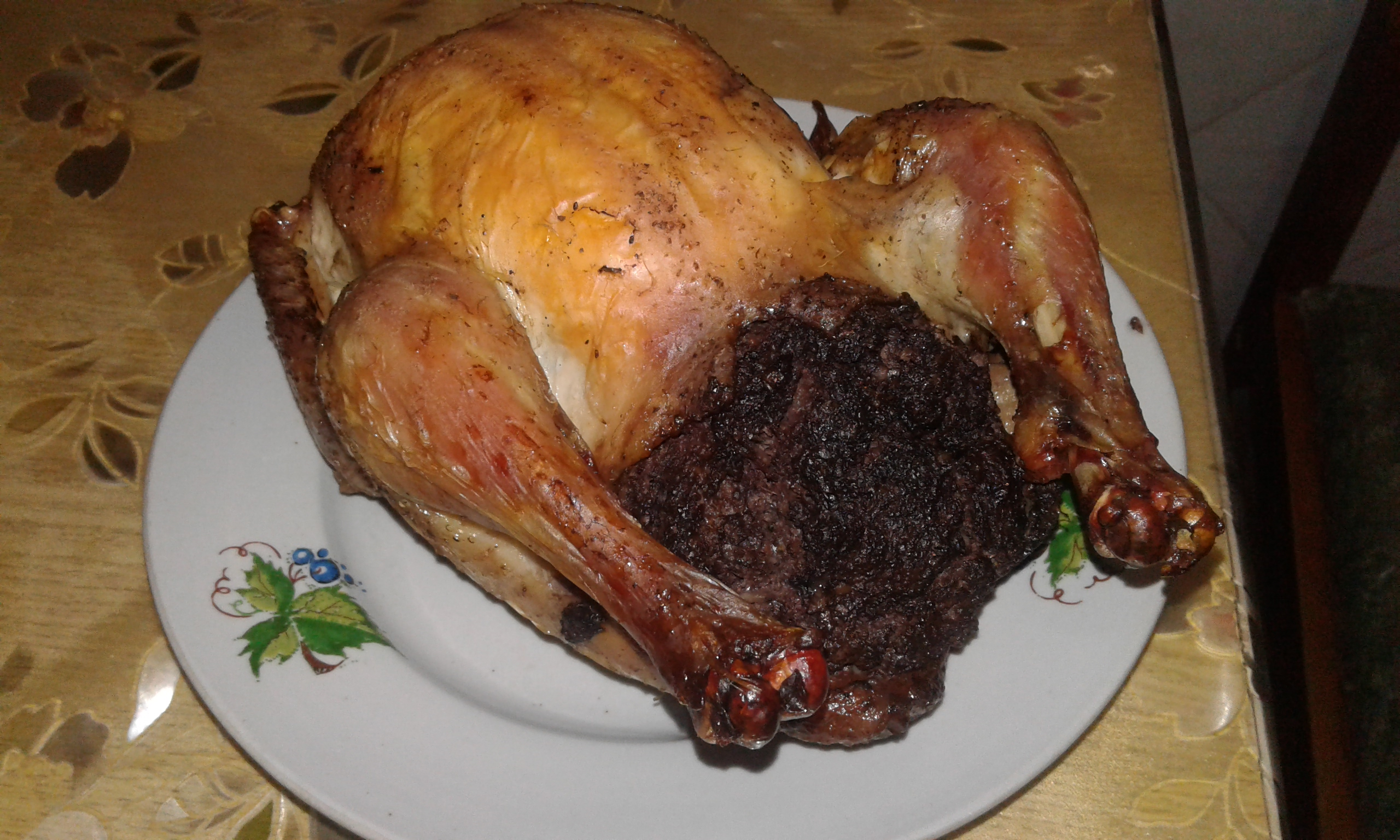
لونگی مرغ

چاشنی لونگی را برای پر کردن مرغ با استفاده از پوره پیازی که، برای مایع زبایی با پارچه له و با گردوی له شده و زغال اخته مخلوط می‌شود، درست می‌کنند.  ابتدا مرغ را شست‌وشو و پاک می‌کنند و بعد مخلول مزبور را در شکم مرغ قرار و سپس آن را تفت می دهند. 
لونگی مرغ معمولاً با لیمو و پلو سرو می‌شود.